# Carl Rohde (Maler, 1806)

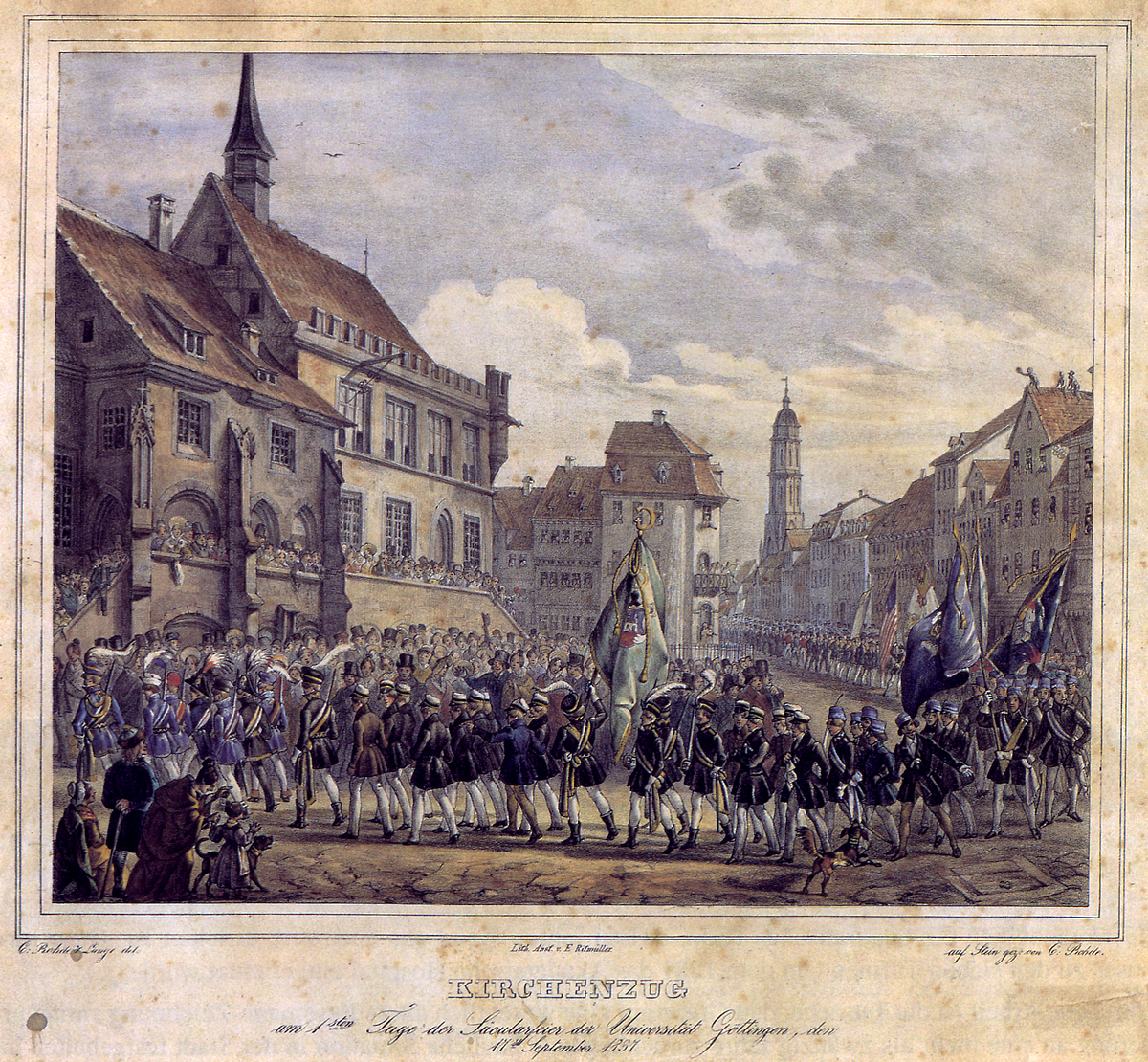
Kirchenzug der Studenten anlässlich der ersten Säkularfeier der Universität Göttingen, 1837/1838

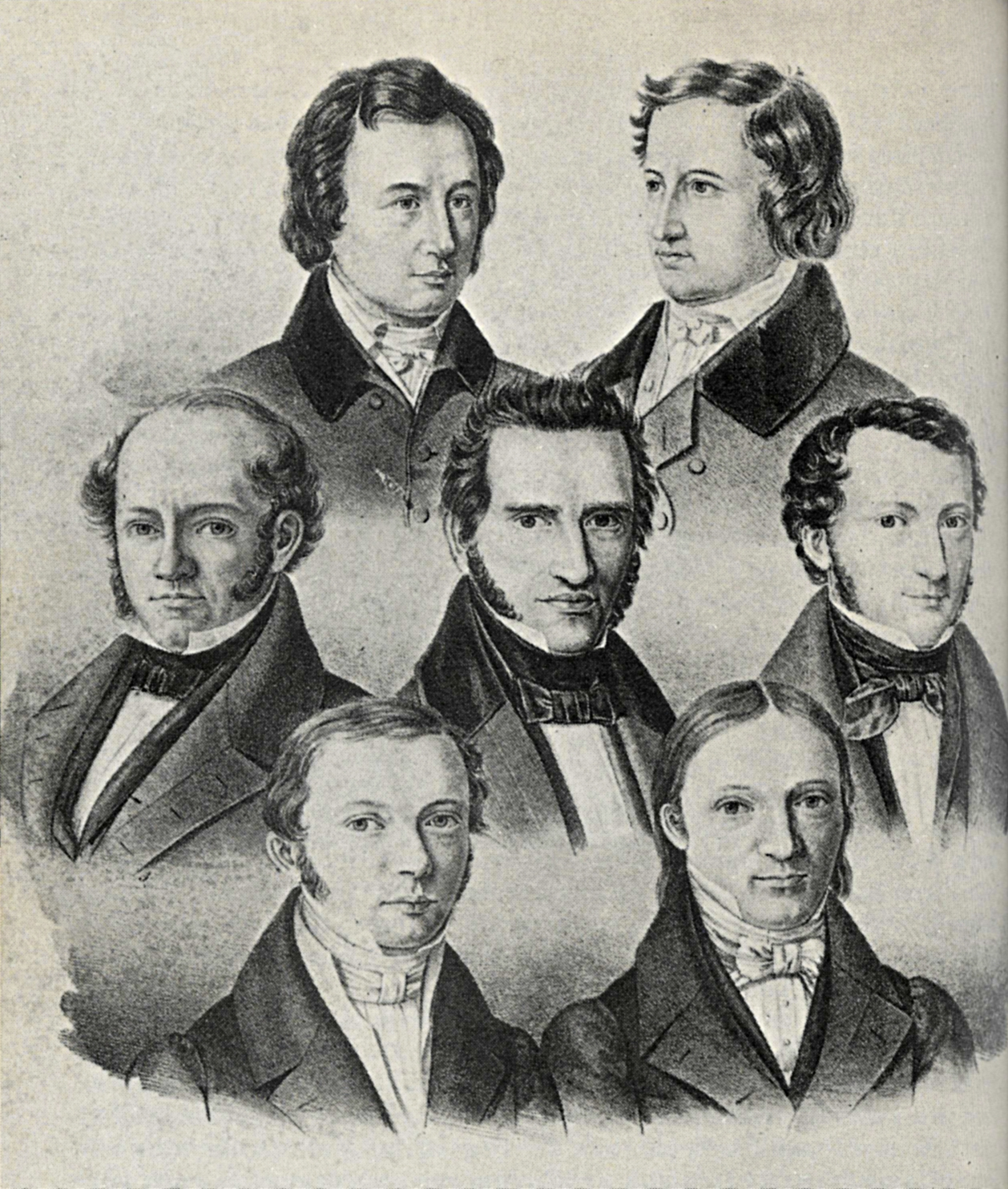
Die Göttinger Sieben, 1837/1838

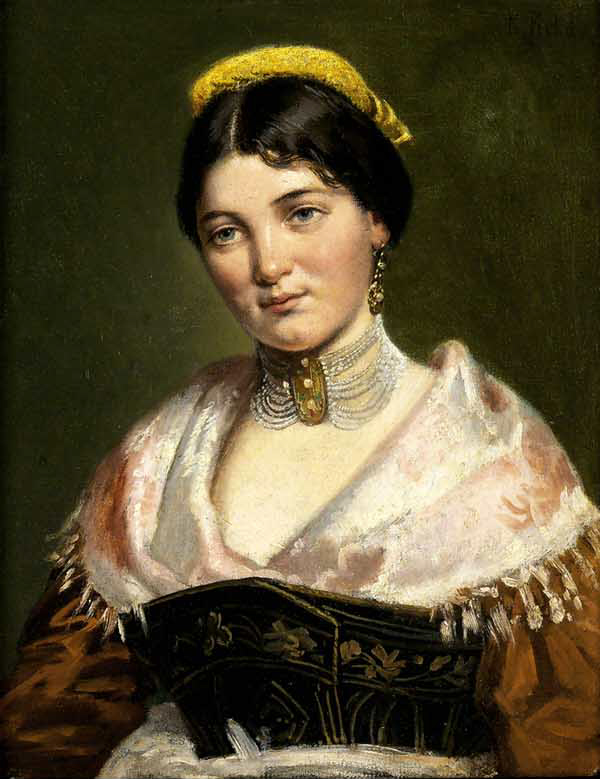
Mädchen in Tracht

Carl Gustav Adolph Rohde, auch Karl Rohde (* 28. Juni 1806 in Helsa, Kurfürstentum Hessen; † 15. März 1873 in Kassel), war ein deutscher Lithograf sowie ein Genre-, Porträt-, Historien- und Landschaftsmaler der Düsseldorfer Schule.

## Leben
Rohde, Sohn eines Predigers, studierte zunächst an der Kunstakademie Kassel und erlernte den Beruf des Lithografen. Um 1826 wurde er in Kassel ansässig. Vermutlich arbeitete er in der Ritmüllerschen Lithographischen Anstalt. 1840 studierte er an der Kunstakademie Düsseldorf Malerei. In den Jahren 1835 bis 1841 und 1846 stellte er im Kunstverein Kassel aus. Bekannt wurde Rohde durch Darstellungen aus dem hessischen Volksleben und Bildnissen der Göttinger Sieben. Später unterrichtete er als Zeichenlehrer am Gymnasium und an der Realschule in Kassel.

## Veröffentlichung
- Thierzeichnungen in Umrissen. Für den Schul- und Selbstunterricht entworfen. Kassel 1864.